# Puebla de Valles
Puebla de Valles è un comune spagnolo di 74 abitanti situato nella comunità autonoma di Castiglia-La Mancia.